# Swift Motor Company
Swift Motor Company – dawne brytyjskie przedsiębiorstwo branży motoryzacyjnej zajmujące się produkcją samochodów osobowych, z siedzibą w Coventry, w Anglii.
Przedsiębiorstwo zostało założone w 1902 roku przez i funkcjonowało do 1931 roku.